# Stelios Parpas
Stelios Parpas (n. 25 iulie 1985, Limassol, Cipru) este un fotbalist cipriot care a evoluat la echipa Steaua București pe postul de fundaș, fiind împrumutat de la AEL Limassol până în vara anului 2010.